# 吳竹子腳
吳竹子腳，原寫為吳竹仔腳，是臺灣嘉義縣朴子市的一個傳統地域名稱，位於該市中部略偏南。相較於今日行政區，其範圍大致包括德家里不含東南端、松華里西北端。

## 歷史
台灣日治初期，吳竹子腳地區為一街庄（舊制街庄），稱為「吳竹仔腳庄」，隸屬於大坵田西堡。該庄昔日西邊及北邊與鴨母藔庄為鄰，東與新庄為鄰，東南邊為牛挑灣庄，西南邊為南勢竹庄。
1901年（日治明治三十四年）11月11日，全台設置二十廳，該庄隸屬於嘉義廳。1904年（明治三十七年）2月20日，該庄編入「鴨母藔區」，隸屬於嘉義廳。1905年（明治三十八年）7月1日，該庄改編入「樸仔腳區」，仍隸屬於嘉義廳。1909年（明治四十二年）10月25日，全台整併二十廳為十二廳，該庄仍隸屬於嘉義廳。1910年（明治四十三年）1月18日，各區管轄區域調整，該庄仍隸屬於嘉義廳的「樸仔腳區」。1920年（大正九年）10月1日，全台廢十二廳改設五州二廳，該庄改制並雅化為「吳竹子腳」大字，隸屬於臺南州東石郡朴子街（新制街庄）。
戰後朴子街改制為朴子鎮，隸屬於臺南縣，大字亦改制為里。1950年（民國39年）10月25日，雲、嘉、南分治，朴子鎮改隸屬於嘉義縣。1992年（民國81年）9月10日，朴子鎮升格為縣轄市朴子市。

## 聚落
本地區發展較早的聚落有竹仔腳、吳竹仔腳等，在日治期初期的官方地圖上已有記載。

## 交通
省道台19線又稱「中央公路」，是彰化至台南永康的幹道，貫穿本地區中央略偏西地帶。由該道路北行可前往朴子市朴子市區、六腳鄉、雲林縣北港鎮、元長鄉、襃忠鄉等地；南行可前往義竹鄉、臺南市鹽水區、學甲區、佳里區等地。
鄉道嘉16線是崁後至馬稠後的道路，橫貫本地區北部及東北部邊界地帶。
鄉道嘉16-1線是吳竹仔腳至港仔墘的道路，其西側端點（起點）位於本地區中部略偏西南的省道台19線路口。

## 寺廟
- 大發寺